# Alexander Horváth
Alexander Horváth (Mosóc, 1938. december 28. – 2022. augusztus 31.) csehszlovák válogatott  szlovák labdarúgó, hátvéd, edző.

## Pályafutása

### A válogatottban
1964 és 1970 között 26 alkalommal szerepelt a csehszlovák válogatottban és három gólt szerzett. Részt vett az 1970-es világbajnokságon.

## Sikerei, díjai

### Játékosként
Slovan Bratislava
- Csehszlovák bajnok (1): 1969–70
- Csehszlovák kupa (1): 1967–68
- KEK-győztes (1): 1968–69

### Edzőként
Sakaryaspor
- Török kupa (1): 1987–88